# Ernst Hagedorn
Ernst Hagedorn (* 20. Juni 1863 in Minden; † 23. Oktober 1941 in Warburg) war ein deutscher Rittergutsbesitzer und Abgeordneter des Provinziallandtages der Provinz Hessen-Nassau.

## Leben
Ernst Hagedorn wurde als Sohn des Albert Hagedorn und dessen Gemahlin Amalie Vogler geboren. Er war Rittergutsbesitzer in Grimelsheim und betätigte sich politisch, trat der Deutschnationalen Volkspartei bei und erhielt 1919 ein Mandat im Kurhessischen Kommunallandtag des Regierungsbezirks Kassel, aus dessen Mitte er zum Abgeordneten des Provinziallandtages der Provinz Hessen-Nassau bestimmt wurde. Er blieb bis 1920 in den Parlamenten.  
Er studierte unter anderem in Leipzig und wurde dort 1886 Mitglied im Corps Guestphalia.